# Music Industry Awards 2013

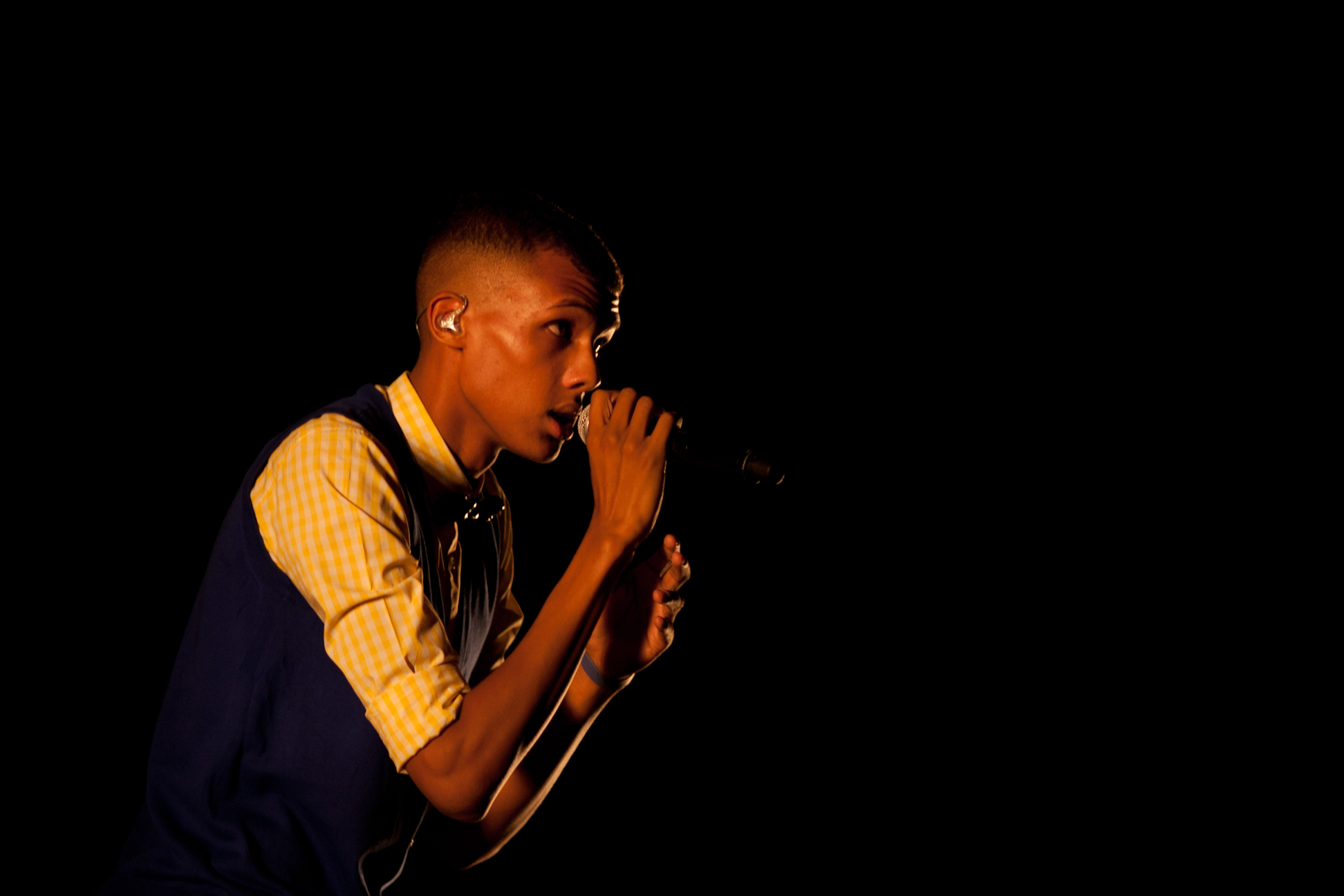
Stromae verzilverde al zijn 8 nominaties en brak daarmee ook het record voor meeste MIA's op 1 avond.

De Music Industry Awards of MIA's van 2013 werden toegekend op 8 februari 2014 in Videohouse te Vilvoorde tijdens een door de VRT op Eén rechtstreeks uitgezonden televisieshow. Het was de zevende editie van de MIA's. De presentatie was in handen van Sam De Bruyn en Natalia.
Verschillende artiesten brachten live een nummer: Natalia en Coely, Hooverphonic, Stromae, Gabriel Rios, Ozark Henry en Amaryllis Uitterlinden, Slongs Dievanongs, Clouseau, Rocco Granata en Arno en tot slot nogmaals Stromae.
Voor de speciale en belangrijkste categorie, de "Hit van het jaar", kon het publiek net als in voorgaande jaren de uiteindelijke winnaar bepalen tijdens de televisieshow door middel van televoting. De prijs ging naar Stromae met nummer 1-hit Formidable. Stromae was de grote winnaar van het jaar met in totaal 8 prijzen. Hij verzilverde al zijn nominaties.
Buiten categorie won Rocco Granata de Lifetime Achievement Award, een carrièreprijs.

## Optredens
| Artiesten         | Nummers                   |
| ----------------- | ------------------------- |
| Clouseau          | Vliegtuig                 |
| Coely             | Ain't Chasing Pavements   |
| Rocco Granata     | Marina                    |
| Hooverphonic      | Amalfi                    |
| Natalia           | Boom                      |
| Ozark Henry       | I’m Your Sacrifice        |
| Gabriel Rios      | Gold                      |
| Slongs Dievanongs | Lacht nor mij             |
| Stromae           | Tous les mêmes Formidable |

## Genomineerden en winnaars 2013
Hieronder de volledige lijst van genomineerden en winnaars in elke categorie. De winnaars zijn in het vet aangeduid.
| Categorie        | Genomineerden Winnaars                                         | Voor                                                                             | Uitgereikt door        |
| ---------------- | -------------------------------------------------------------- | -------------------------------------------------------------------------------- | ---------------------- |
| Hit van het jaar | Hooverphonic Netsky feat. Billie Ozark Henry Stromae           | Amalfi We Can Only Live Today (Puppy) I'm Your Sacrifice Formidable              | publiek via televoting |
| Album            | Flip Kowlier Flying Horseman Stromae Trixie Whitley            | Cirque - De avonturen van W.M. Warlop City Same City Racine Carrée Fourth Corner | muziekindustrie        |
| Beste groep      | Balthazar Clouseau Hooverphonic Marble Sounds                  |                                                                                  | publiek                |
| Solo man         | Bent Van Looy DAAN Gabriel Ríos Stromae                        |                                                                                  | publiek                |
| Solo vrouw       | Axelle Red Coely Natalia Trixie Whitley                        |                                                                                  | publiek                |
| Videoclip        | DAAN Marble Sounds Stan Lee Cole Stromae                       | La crise Leave a light on Separated Formidable                                   | muzieksector           |
| Pop              | Hooverphonic Natalia Ozark Henry Stromae                       |                                                                                  | publiek                |
| Nederlandstalig  | Clouseau Flip Kowlier Jonas Winterland Meuris                  |                                                                                  | publiek                |
| Dance            | Compact Disk Dummies Dimitri Vegas & Like Mike Goose Stromae   |                                                                                  | publiek                |
| Alternative      | DAAN Flying Horseman Madensuyu Trixie Whitley                  |                                                                                  | publiek                |
| Vlaams populair  | Christoff De Romeo's Jo Vally Robby Longo                      |                                                                                  | publiek                |
| Live act         | Axelle Red Balthazar DAAN Goose                                |                                                                                  | muziekindustrie        |
| Doorbraak        | Coely Compact Disk Dummies Paulien Mathues Slongs Dievanongs   |                                                                                  | publiek                |
| Auteur/componist | Alex Callier DAAN Flip Kowlier Stromae                         |                                                                                  | muziekindustrie        |
| Muzikant(e)      | Bert Dockx Isolde Lasoen Roland Van Campenhout Tom Vanstiphout |                                                                                  | muziekindustrie        |
| Artwork          | Bed Rugs Flip Kowlier Jan Swerts Stromae                       | Rapids Cirque - De avonturen van W.M. Warlop Anatomie van de melancholie √       | muziekindustrie        |

## Meeste nominaties en MIA's

### Nominaties
| Aantal nominaties | Artiest              |
| ----------------- | -------------------- |
| 8                 | Stromae              |
| 5                 | Daan                 |
| 4                 | Flip Kowlier         |
| 3                 | Trixie Whitley       |
| 3                 | Hooverphonic         |
| 2                 | Axelle Red           |
| 2                 | Balthazar            |
| 2                 | Coely                |
| 2                 | Clouseau             |
| 2                 | Compact Disk Dummies |
| 2                 | Flying Horseman      |
| 2                 | Goose                |
| 2                 | Marble Sounds        |
| 2                 | Natalia              |
| 2                 | Ozark Henry          |

### Awards
| Aantal awards | Artiest |
| ------------- | ------- |
| 8             | Stromae |